# シンハガド

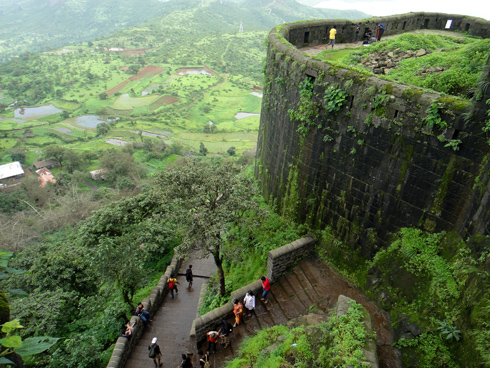
シンハガド城

シンハガド（マラーティー語：सिंहगड、英語：Sinhagad）は、インドのマハーラーシュトラ州、プネー県の城。シンハガル（Sinhgarh）とも呼ばれる。かつてはここを中心に町が存在した。
また、南西には城門カリヤーン・ダルワーザー（Kalyan Darwaza）がある。

## 歴史

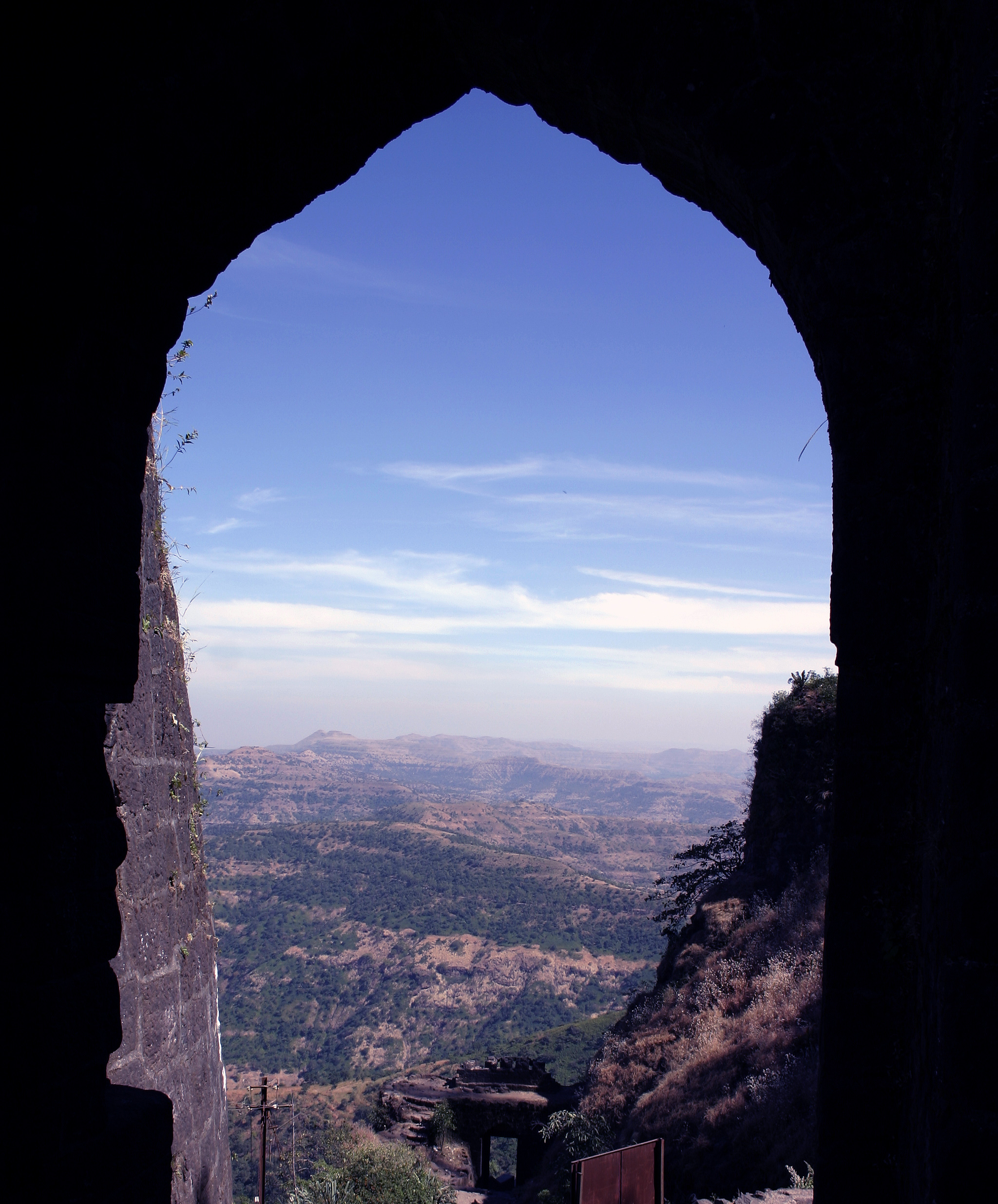
シンハガドからの遠望

シンハガドは「ライオンの城」（Lion's Fort）を意味し、阿若・憍陳如から名を取ってコーンダーナーとも呼ばれた。
1328年、トゥグルク朝の君主ムハンマド・ビン・トゥグルクによって、この地の首長ナーグ・ナーイクから奪取された。
17世紀にはマラーターの指導者シヴァージーによって占拠され、その後のマラーター王国の拠点の一つとなった。
1700年、マラーター王ラージャーラームがこの地で死去すると、1703年にアウラングゼーブによって占領された。だが、1706年にマラーターが再占領した。
1818年、第三次マラーター戦争によりイギリスが占拠した。